# Saurauia trichocalyx
Saurauia trichocalyx är en tvåhjärtbladig växtart som beskrevs av Sijfert Hendrik Koorders och Valet. Saurauia trichocalyx ingår i släktet Saurauia och familjen Actinidiaceae. Inga underarter finns listade i Catalogue of Life.